# Holeman
Holeman is het 214de stripverhaal van Jommeke. De reeks wordt getekend door striptekenaar Jef Nys.

## Verhaal
Toevallig komt Professor Gobelijn op een onbekend eiland terecht met de vliegende bol. Op dat eiland, Holamandië, ontmoet hij een holbewoner, Holeman genaamd. Als Gobelijn terug naar Zonnedorp keert, vertelt hij zijn verhaal aan Jommeke. Maar wanneer ze vernemen dat het eiland geteisterd wordt door een vulkaan, gaan ze de holbewoner direct redden. Terug in Zonnedorp loopt er van alles mis door het vreemde gedrag van de holbewoner. Na een week praat de holbewoner zelfs verstaanbare taal. Nadat Holeman een tijdje in Zonnedorp heeft gelogeerd, heeft Gobelijn voor hem een ander eilandje gevonden. Daar kan hij een nieuw onderkomen vinden. Bovendien heeft hij op dat eiland ook meteen een liefje, Djeen, zodat hij niet meer alleen is.

## Achtergronden bij de uitgaven
- Dit is het laatste stripalbum dat verscheen onder uitgeverij De Stripuitgeverij.